# Wanhe, Hubei
Wanhe (kinesiska: 万和, 万和镇) är en köping i Kina. Den ligger i provinsen Hubei, i den centrala delen av landet, omkring 210 kilometer nordväst om provinshuvudstaden Wuhan. Antalet invånare är 59 487. Befolkningen består av 28 145 kvinnor och 31 342 män. Barn under 15 år utgör 15,0 %, vuxna 15-64 år 75 %, och äldre över 65 år 9,0 %.
Runt Wanhe är det ganska tätbefolkat, med 239 invånare per kvadratkilometer. Wanhe är det största samhället i trakten. Omgivningarna runt Wanhe är en mosaik av jordbruksmark och naturlig växtlighet.
Genomsnittlig årsnederbörd är 1 077 millimeter. Den regnigaste månaden är september, med i genomsnitt 182 mm nederbörd, och den torraste är december, med 14 mm nederbörd.